# Campionati mondiali di slittino 1971
I Campionati mondiali di slittino 1971, quindicesima edizione della manifestazione organizzata dalla Federazione Internazionale Slittino, si tennero il 30 e 31 gennaio 1971 a Valdaora, in Italia, sulla pista Panorama e furono disputate gare in tre differenti specialità: nel singolo uomini ed in quello donne e nel doppio.
Vincitrice del medagliere fu la squadra italiana che conquistò il titolo nel doppio grazie a Paul Hildgartner e Walter Plaikner e nel singolo uomini con Karl Brunner, mentre la nazionale tedesca occidentale ottenne la medaglia d'oro nella prova individuale femminile per merito di Elisabeth Demleitner.

## Risultati

### Singolo uomini
La gara fu disputata su quattro manches nell'arco di due giorni e presero parte alla competizione 74 atleti in rappresentanza di 15 differenti nazioni; campione uscente era il tedesco occidentale Josef Fendt, non presente a questa edizione dei mondiali, ed il titolo fu conquistato dall'italiano Karl Brunner davanti al tedesco dell'Ovest Leonhard Nagenrauft ed all'austriaco Josef Feistmantl, già altre quattro volte sul podio iridato compreso quello di Schönau am Königssee 1969 in cui ottenne l'oro nella gara del singolo.
Durante la prima giornata di gara Brunner riuscì a costruire un discreto margine di vantaggio sui più immediati avversari che gli consentì di vincere il titolo nonostante nella quarta manche avesse ottenuto un tempo piuttosto elevato rispetto ai suoi inseguitori.
| Pos. | Atleti              | Nazione        | Tempo   | Distacco |
| ---- | ------------------- | -------------- | ------- | -------- |
|      | Karl Brunner        | Italia         | 3'10"27 |          |
|      | Leonhard Nagenrauft | Germania Ovest | 3'10"37 | +0"10    |
|      | Josef Feistmantl    | Austria        | 3'10"60 | +0"33    |
| 4    | Emilio Lechner      | Italia         | 3'11"07 | +0"80    |
| 5    | Leo Atzwanger       | Italia         | 3'11"09 | +0"82    |
| 6    | Sigisfredo Mair     | Italia         | 3'11"45 | +1"18    |
| 7    | Manfred Schmid      | Austria        | 3'11"90 | +1"63    |
| 8    | Hans Wimmer         | Germania Ovest | 3'11"93 | +1"66    |
| 9    | Lucjan Kudzia       | Polonia        | 3'11"94 | +1"67    |
| 10   | Walter Plaikner     | Italia         | 3'11"85 | +1"58    |

### Singolo donne
La gara fu disputata su quattro manches nell'arco di due giorni e presero parte alla competizione 29 atlete in rappresentanza di 9 differenti nazioni; campionessa uscente era la polacca Barbara Piecha, che concluse la prova al terzo posto, ed il titolo fu conquistato dalla tedesca occidentale Elisabeth Demleitner, che era giunta terza nella precedente rassegna, davanti all'italiana Erika Lechner, già vincitrice della medaglia d'oro ai Giochi di Grenoble 1968.
Nonostante la Lechner fosse partita meglio della Demleitner e si trovasse in vantaggio sulla stessa già dalla prima discesa, alla fine l'italiana dovette arrendersi alla rimonta da parte della tedesca dell'Ovest: prima della quarta ed ultima manche il vantaggio era ormai ridotto ad un solo centesimo di secondo, ma un piccolo errore nella seconda parte della discesa da parte della Lechner e soprattutto una pista resa più lenta dalla temperatura vicina allo zero, e quindi troppo elevata per poter mantenere in perfette condizioni il tracciato che non era refrigerato artificialmente, aveva favorito la vittoria della rappresentante teutonica avvantaggiata da un peso di quasi un terzo maggiore rispetto all'azzurra.
| Pos. | Atleti               | Nazione        | Tempo   | Distacco |
| ---- | -------------------- | -------------- | ------- | -------- |
|      | Elisabeth Demleitner | Germania Ovest | 2'39"29 |          |
|      | Erika Lechner        | Italia         | 2'39"41 | +0"12    |
|      | Barbara Piecha       | Polonia        | 2'39"98 | +0"69    |
| 4    | Angela Knösel        | Germania Est   | 2'40"24 | +0"95    |
| 5    | Anna-Maria Müller    | Germania Est   | 2'40"24 | +0"95    |
| 6    | Halina Kanasz        | Polonia        | 2'40"49 | +1"20    |
| 7    | Teresa Bugajczyk     | Polonia        | 2'40"82 | +1"53    |
| 8    | Christina Schmuck    | Germania Ovest | 2'41"21 | +1"92    |
| 9    | Ute Rührold          | Germania Est   | 2'41"36 | +2"07    |
| 10   | Wiesława Martyka     | Polonia        | 2'41"84 | +2"55    |

### Doppio
La gara fu disputata su due manches nell'arco di un solo giorno e presero parte alla competizione 46 atleti in rappresentanza di 10 differenti nazioni; campioni uscenti erano gli austriaci Manfred Schmid ed Ewald Walch, che conclusero la prova al secondo posto; il titolo fu conquistato dagli italiani Paul Hildgartner e Walter Plaikner mentre terzi giunsero i tedeschi orientali Horst Hörnlein e Reinhard Bredow, già a podio nelle precedenti due rassegne iridate.
| Pos. | Atleti                               | Nazione        | Tempo   | Distacco |
| ---- | ------------------------------------ | -------------- | ------- | -------- |
|      | Paul Hildgartner Walter Plaikner     | Italia         | 1'22"29 |          |
|      | Manfred Schmid Ewald Walch           | Austria        | 1'22"67 | +0"38    |
|      | Horst Hörnlein Reinhard Bredow       | Germania Est   | 1'22"74 | +0"45    |
| 4    | Sigisfredo Mair Ernesto Mair         | Italia         | 1'22"96 | +0"67    |
| 5    | Lucjan Kudzia Ryszard Gawior         | Polonia        | 1'23"00 | +0"71    |
| 6    | Tadeusz Radwan Janusz Krawczyk       | Polonia        | 1'23"38 | +1"09    |
| 7    | Karl Brunner Enrico Graber           | Italia         | 1'23"54 | +1"25    |
| 8    | Hans Brandner Balthasar Schwarm      | Germania Ovest | 1'23"65 | +1"36    |
| 9    | Klaus-Michael Bonsack Michael Köhler | Germania Est   | 1'23"70 | +1"41    |
| 10   | Oswald Haller Alfons Obojes          | Austria        | 1'23"97 | +1"68    |

## Medagliere
| Posizione | Nazione        | Oro | Argento | Bronzo | Totale |
| --------- | -------------- | --- | ------- | ------ | ------ |
| 1         | Italia         | 2   | 1       | 0      | 3      |
| 2         | Germania Ovest | 1   | 1       | 0      | 2      |
| 3         | Austria        | 0   | 1       | 1      | 2      |
| 4         | Germania Est   | 0   | 0       | 1      | 1      |
| 4         | Polonia        | 0   | 0       | 1      | 1      |
| Totale    | Totale         | 3   | 3       | 3      | 9      |